# Trichoplusia violascens
Trichoplusia violascens là một loài bướm đêm trong họ Noctuidae.